# Zvjezdorodna galaktika
Zvjezdorodna galaktika (eng. Starburst galaxy) je galaktika u kojima je brzina nastajanja novih zvijezda iznimno velika. Karakteristične su po jakom zračenju u infracrvenom dijelu spektra. Čak 90% izračene energije odlazi preko ovog dijela elektromagnetskog spektra.

## Poveznice
- Aktivne galaksije
- Luminozna infracrvena galaksija (LIRG)
- Seyfertova galaktika